# Livre vert (document tibétain)
Pour les articles homonymes, voir Livre vert.
Le livre vert est un document tibétain distribué depuis 1971 par le gouvernement tibétain en exil aux Tibétains vivant à l'extérieur du Tibet et décrit par l'organisation le distribuant comme « le document le plus officiel distribué par l'Administration centrale tibétaine ». Plus de 90 % des réfugiés tibétains le détiennent. Il fait office de livre de reçu pour les « contributions volontaires » à l'administration centrale tibétaine de la personne à qui il appartient, et a été décrit par un officiel tibétain comme le « passeport des Tibétains en exil pour faire valoir leurs droits auprès du Gouvernement tibétain en exil ». L'Administration centrale tibétaine déclare qu'à l'avenir, le document « servira de base pour réclamer la citoyenneté tibétaine ».
Le document est valide pendant 5 ans.

## Histoire
L'idée d'un Livre vert a émergé en juillet 1972, lors de l'Assemblée générale du mouvement pour la liberté tibétaine. Un système pour recueillir la « contribution volontaire » annuelle des Tibétains en exil a été introduit par l'administration centrale tibétaine le 1er août 1972. Le 3 mars 2005 un format mis à jour du Livre vert a été lancé par le ministère des finances de l'ACT ; les données des détenteurs de ces documents sont emmagasinées dans une base de données informatique initiée deux ans auparavant.

## Éligibilité
L'administration centrale tibétaine définit comme Tibétain « toute personne née au Tibet, ou toute personne ayant un parent qui est né au Tibet », et, du fait que les réfugiés tibétains ne possèdent souvent pas de documents attestant de leur lieu de naissance, l'éligibilité est d'ordinaire établie par un entretien. Le livre vert est distribué depuis 1971. Plus de 90 % des réfugiés tibétains le possèdent.

## Contributions
Il n'y a pas de frais pour délivrer le livre vert, mais une fois obtenu, le récipiendaire est censé octroyer une « contribution volontaire » annuelle à l’administration centrale tibétaine.
Selon le site web de l’administration centrale tibétaine, la contribution annuelle suggérée pour les Tibétains qui vivent hors de l'Inde, du Népal et du Bhoutan, âgés de plus de 18 ans est de 96 $ américains ; la somme est moindre pour les étudiants et les chômeurs.
Depuis 2006, les adultes tibétains vivant en Inde, au Népal et au Bhoutan sont censés s’acquitter de 58 roupies (1,29 $ américains, au cours d’alors) par an, avec de moindres contributions pour les enfants et les chômeurs. Ceux qui en Inde, au Népal, et au Bhoutan sont salariés devraient contribuer à hauteur de 4 % de leur salaire net, ou 2 % de leur salaire brut, alors que pour ceux ayant des revenus autre qu’un salaire, la contribution annuelle suggérée est de 0,15 % de leur revenu annuel net.

## Droit d’éligibilité
Le détenteur du livre vert doit être à jour de ses contributions avec l’administration centrale tibétaine pour exercer ses droits d’éligibilité pour voter ou présenter sa candidature à une élection, faire une demande d’allocation scolaire attribuées par l’administration centrale tibétaine, ou pour un emploi en lien avec cette Administration.
Le livre vert n'est pas un document de voyage international. Les Tibétains qui vivent en Inde mais n'ont pas la citoyenneté indienne peuvent recevoir un document de voyage auprès des autorités indiennes. Il a été rapporté en 1994 que le processus pour faire une demande d'un tel document débute par la présentation du livre vert (avec divers autres documents) au bureau de l’administration centrale tibétaine à Dharamsala, qui expédie alors une demande aux autorités indiennes.